# Vjekoslav Afrić
Vjekoslav Afrić  (Hvar, 26. kolovoza 1906. - Split, 28. srpnja 1980.), hrvatski glumac, redatelj i scenarist.

## Životopis
Nakon završetka Državne glumačke škole u Zagrebu 1927., Afrić radi kao glumac u Splitu, Sarajevu i Beogradu, a od 1930. u Zagrebu, gdje glumi najčešće klasične dramske likove; Hamleta, Raskoljnikova, kneza Miškina i slične karaktere.
Već od 1942. priključuje se partizanima, tamo organizira kazališnu djelatnost djelujući u Kazalištu narodnog oslobođenja Jugoslavije. Vjekoslav Afrić je zaslužan za očuvanje izvornog teksta Jame Ivana Gorana Kovačića.
Nakon oslobođenja 1945. godine, Afrić je jedan od začetnika kinematografije u FNRJ u republikama gdje je nije nikad bilo, a za matičnu hrvatsku kinematografiju je jedan od pionira nove, socijalističke kinematografije. Isprva se okušao kao glumac u sovjetsko - jugoslavenskoj koprodukciji u filmu V gorah Jugoslaviji (U planinama Jugoslavije), 1946.
Prema vlastitu scenariju režirao je prvi poslijeratni dugometražni igrani film u ondašnjoj FNRJ, antologijsku Slavicu (1947.) priču o požrtvovnosti i pogibiji mlade partizanke (Irena Kolesar). Ondašnja publika je dobro primila taj film. Nakon toga snimio je film Barba Žvane (1949.) o hrabrom istarskom starcu-rodoljubu, koji pomaže partizanima. Njegov treći film Hoja! Lero! iz 1952., priču iz daleke slavenske prošlosti, kritika nije dobro ocijenila, te je nakon toga Afrić napustio rad na filmu. Nakon toga posvetio se pedagoškom radu, bio je jedan od osnivača Visoke filmske škole u Beogradu, gdje je poslije bio direktorom.
Za svoj rad dobio je 1973. tadašnju najvišu državnu - Nagradu AVNOJ-a.

## Filmografija

### Režija
- Slavica (1946.) cjelovečernji igrani film
- Barba Žvane (1949.) cjelovečernji igrani film
- Hoja! Lero! (1952.) cjelovečernji igrani film

### Scenarij
- Barba Žvane (1949.) cjelovečernji igrani film

### Gluma
- V gorah Jugoslaviji (1946.), Mosfilm, u ulozi generala Draže Mihailovića
- Živjeće ovaj narod (1947.), u ulozi Josipa Broza
- Major Bauk (1951.), u ulozi N. Popovića
- Operacija Ticijan (1963.), u ulozi Uga Bonačića
- Dani (1963.)
- Ubica na odsustvu (1965.), u ulozi B. Boškovića

## Vanjske poveznice
- O Vjekoslavu Afriću na portalu Film.hr  Arhivirana inačica izvorne stranice od 25. studenoga 2011. (Wayback Machine)
- Vjekoslav Afrić u internetskoj bazi filmova IMDb-u (engl.)